# Макаровка (Рузаевский район)
Макаровка — деревня в составе  Русско-Баймаковского сельского поселения Рузаевского района Республики Мордовия.

## География
Находится на расстоянии примерно 11 км на запад-юго-запад от районного центра города Рузаевка.

## История
Известна с 1869 году как владельческая деревня Инсарского уезда из 10 дворов, название по имени главы первопоселенцев из села Новый Усад Макара Неясова.

## Население
Постоянное население составляло 1 человек (мордва-мокша) в 2002 году, 1 и в 2010 году .